# Мелаани
Мелаани (груз. მელაანი) — село в Грузии. Находится в Гурджаанском муниципалитете края Кахетия. Высота над уровнем моря составляет 750 метров. Население — 1079 человек (2014).